# Поток Калнички
Поток Калнички је насељено место у саставу општине Калник у Копривничко-крижевачкој жупанији, Република Хрватска.

## Историја
До територијалне реорганизације у Хрватској налазио се у саставу бивше велике општине Крижевци.

## Становништво
На попису становништва 2011. године, Поток Калнички је имао 180 становника.

## Попис1991.
На попису становништва 1991. године, насељено место Поток Калнички је имало 233 становника, следећег националног састава:
| Попис 1991.‍  | Попис 1991.‍  | Попис 1991.‍ | Попис 1991.‍ | Попис 1991.‍ |
| ------------ | ------------ | ----------- | ----------- | ----------- |
|              |              |             |             |             |
| Хрвати       | Хрвати       |             | 231         | 99,14%      |
| неопредељени | неопредељени |             | 1           | 0,42%       |
| непознато    | непознато    |             | 1           | 0,42%       |
| укупно: 233  |              |             |             |             |